# Fernando Sapiña Navarro
Fernando Sapiña Navarro (1964 - 2018) va ser un químic i gastrònom valencià. És conegut per ser l'inventor de la tècnica culinària de l'esferificació inversa: fer el procés a l'inrevés de com s'havia fet fins aleshores fou la solució per a crear boles sòlides amb un nucli líquid i persistents en el temps, tècnica aplicada al restaurant El Bulli.
Fou professor titular del Departament de Química Inorgànica de la Universitat de València i investigador de l'Institut de Ciència dels Materials de la Universitat de València, centre del qual va ser director entre 2013 i 2015. La seua investigació es va centrar en les noves vies de síntesi de materials amb composició, microestructura i propietats controlades. Impulsor del Grau de Ciències Gastronòmiques i del Gastrolab de la Universitat de València, va compaginar la seua tasca docent i de recerca amb la divulgació de la ciència. Va ser coordinador de diversos números de la revista Mètode, el primer d'ells en 2002 dedicat a la qüestió del canvi global, però també d'altres sobre gastronomia i ciència, nanociència o ciència dels materials. Entre 2005 i 2017 en va ser col·laborador fixe amb la seua columna «La ciència a taula», compilada en un llibre.
A més, va ser col·laborador habitual de l'Espai Ciència de l'Octubre Centre de Cultura Contemporània, i va participar activament en multitud d'activitats, tallers i xerrades divulgatives.

## Obra publicada
- Un futur sostenible?. El canvi global vist per un químic preocupat. Alzira: Bromera, 2001. ISBN 84-7660-630-3.
- El repte energètic: gestionant el llegat de Prometeu. Alzira: Bromera, 2005. ISBN 84-9824-034-4.
- La ciència a taula. València: Universitat de València, 2019. ISBN 978-84-9133-263-3.[5]